# Charles Picquet
Charles Picquet est un cartographe français, célèbre pour avoir complété l'atlas d'Adrien Hubert Brué. Né à Romagne-sous-Montfaucon le 15 avril 1771, il est décédé à Paris le 15 janvier 1827.

## Biographie
Géographe de Napoléon Ier, il reste par la suite au service de Louis XVIII et de Charles X. Il est enterré au cimetière du Père-Lachaise (21e division).
Il est le père du géographe Pierre-Jacques Picquet. 

## Œuvres
- Atlas topographique des environs de Paris (1800)
- Atlas des différentes divisions civiles, militaires et ecclésiastiques de la France (1802)
- Précis des recherches qui ont été faites pour la confection du plan routier de la ville de Paris et de ses faubourgs (1804)
- Table alphabétique, en forme d'itinéraire, des rues, ruelles... qui se trouvent dans le plan routier de la ville de Paris et de ses faubourgs (1805)
- Livre des postes d'Espagne et de Portugal (1810)
- Carte des routes de postes et itinéraires d'Espagne et de Portugal (1813)
- La France considérée sous le rapport de la géographie physique et politique, de la statistique, du commerce, de l'industrie et de l'histoire (1828)
- Atlas universel de géographie, physique, politique (1835) (suite de celui de Brué)

## Galerie

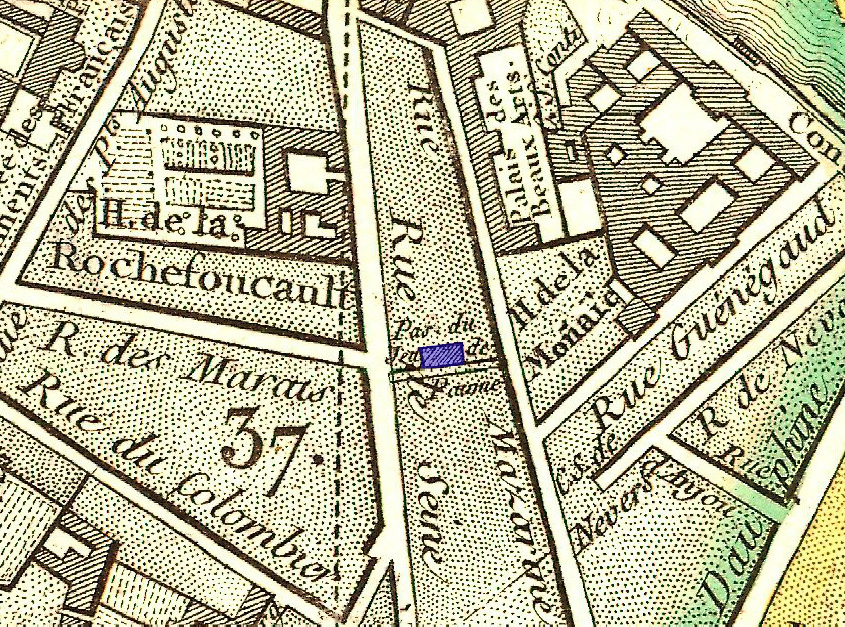
Jeu de Paume de la Bouteille (1814)
Plan de Paris (1814)
Plan de Paris (1814)
Plan de Paris (1814)
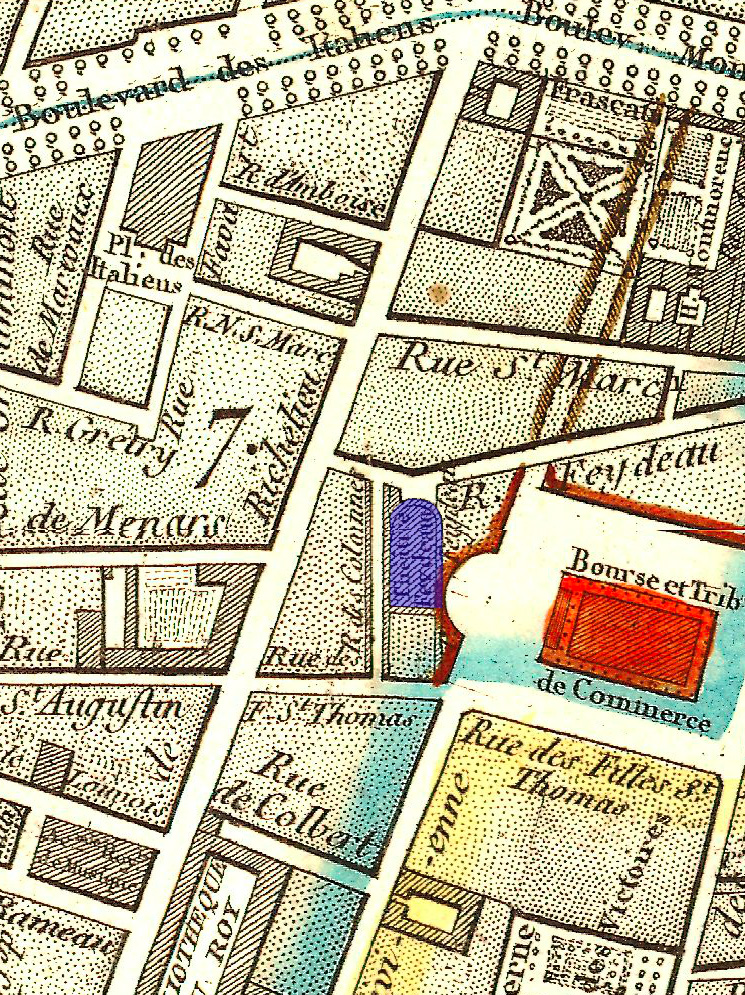
La Salle Feydeau à Paris (1814)
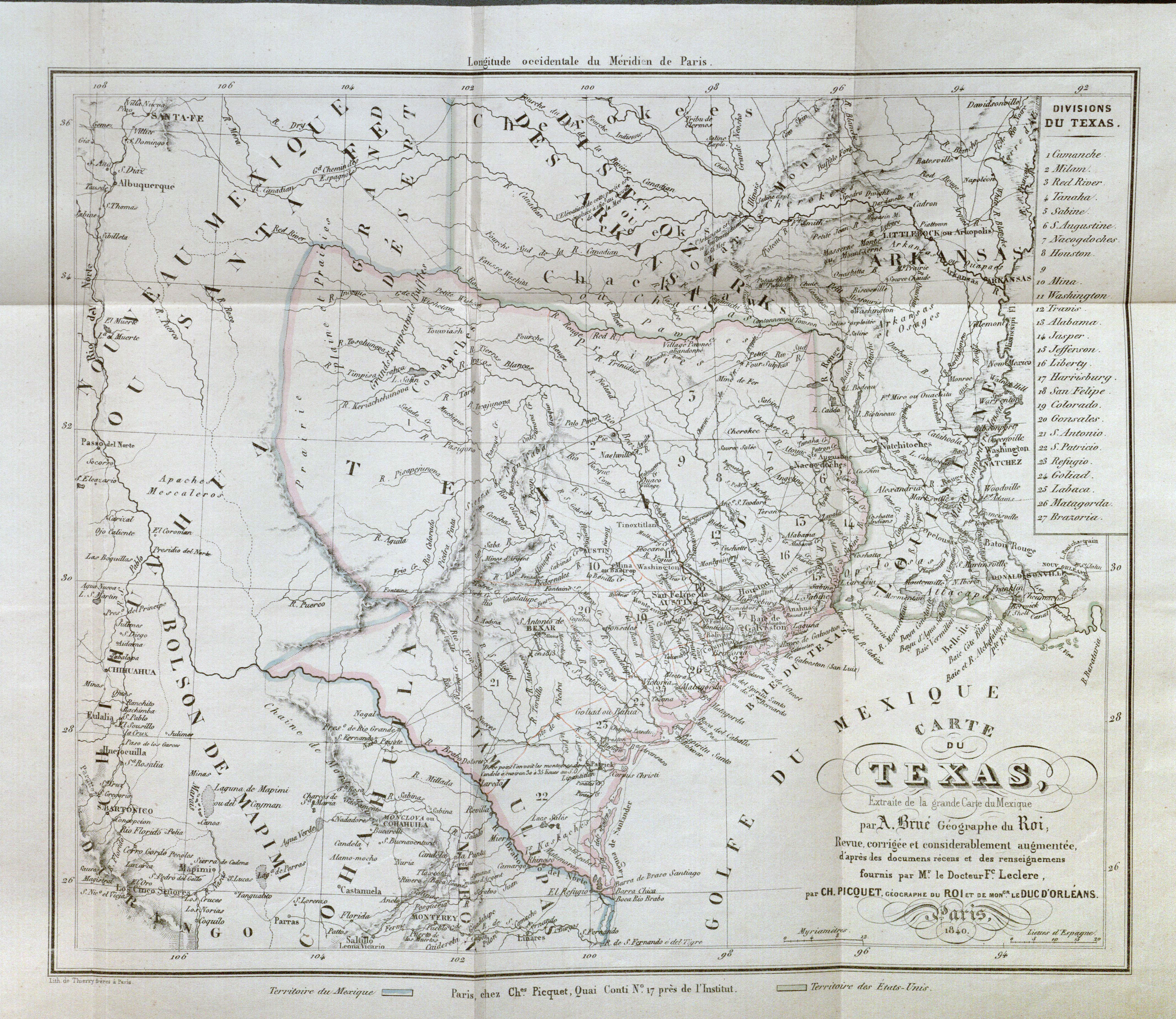
Carte du Texas (1840)